# Адгезійне збагачення корисних копалин

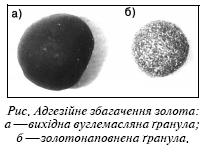

Адгезійне збагачення корисних копалин (рос. адгезионное обогащение полезных ископаемых, англ. adhesion minerals processing, нім. Adhäsionsaufbereitung der Bodenschätze (nutzbarer Mineralien) — сукупність фізико-хімічних способів збагачення корисних копалин. Полягає у вибірковому прилипанні частинок збагачуваного мінералу до жирової поверхні. Прикладом може бути адгезійне збагачення золота, алмазів шляхом використання ефекту налипання гідрофобних (або гідрофобізованих) часточок корисної копалини на маслянисті поверхні (приміром, вуглемасляні гранули, жирові поверхні). 
Приклади процесів:
- Карбед (Carbad Gold Recovery),
- Процес «вугілля-золото» (Coal-Gold Agglomeration Process, Mining J. 1990, 314, no. 8066 and 8070) та ін.

В Україні вивчається у Донецькому національному технічному університеті (розробки проф. В. С. Білецького).